# Barisia
Genre
Barisia est un genre de sauriens de la famille des Anguidae.

## Répartition
Les sept espèces de ce genre sont endémiques du Mexique.

## Liste des espèces
Selon The Reptile Database (16 août 2015) :
- Barisia ciliaris (Smith, 1942)
- Barisia herrerae Zaldîvar-Riverón & Nieto-Montes De Oca, 2002
- Barisia imbricata (Wiegmann, 1828)
- Barisia jonesi Guillette & Smith, 1982
- Barisia levicollis Stejneger, 1890
- Barisia planifrons (Bocourt, 1878)
- Barisia rudicollis (Wiegmann, 1828)

## Publication originale
- Gray, 1838 : Catalogue of the slender-tongued saurians, with descriptions of many new genera and species. Annals and Magazine of Natural History, sér. 1, vol. 1, p. 274-283, 388-394 (texte intégral).